# Lei Tingjie
Lei Tingjie (雷挺婕; Léi Tǐngjié), född 13 mars 1997 i Chongqing i centrala Kina är en kinesisk schackspelare och stormästare (GM). Hon blev Stormästare (GM) 2017 och vann samma år Kinesiska schackmästerskapet för damer.

## Schackkarriär
2014 vann Lei Tingjie Kinesiska mastersturneringen för damer i Wuxi efter tie break mot stormstaren Ju Wenjun och erhöll titeln Stormästare för damer (WGM).
2015 vann hon damklassen för Moskvas öppna schackturnering före juniorvärldsmästarinnan för flickor Aleksandra Gorjachkina.
Lei Tingjie deltog också i Världsmästerskapet för damer 2015. I knock out-turneringen spelade hon i andra ronden mot toppseedade Humpy Koneru och förlorade med 0-2 i poäng. Hon hade då vunnit första ronden mot peruanskan Deysi Cori med 2-0.  I december samma år kom Lei Tingjie på delad förstaplats tillsammans med Alexander Zubarev, Olexandr Bortnyk, Jure Skoberne och Maximilian Neef i Böblingen International Open med poängen 7/9.
Lei Tingjie har deltagit i Världsmästerskapet för damlag 2015 och 2017. Vid både mästerskapstävlingarna har hon erövrat individuell guldmedalj för bord 4, med påfallande god vinstprocent. I lagtävlingen erövrade Kina bronsmedalj 2015 och silvermedalj 2017. Tingjie nådde vid turneringen 2015 72,2 i vinstprocent via 5 vinster, 3 remier och 1 förlust. 2017 nådde hon ännu bättre resultat, med 88,9 vinstprocent via 8 vinster, ingen remi och 1 förlust.
2016 tog Tingjie guldmedalj med det kinesiska laget i Asiatiska nationscupen i Dubai.
I mars 2017 tilldelades Lie Tingjie stormästartiteln i schack (GM). I juni samma år vann Tingjie Kinesiska mastersturneringen för damer före världsmästarinnan Tan Zhongyi. Hon slutade å poängen 7,5/9 med 6 vinster, 3 remier och ingen förlust. Tingjie avslutade året med att ta silvermedalj vid Världsmästerskapet i snabbschack för damer i Riyadh, med 11/15 matchpoäng, efter Ju Wenjun på 11,5/15 poäng.
Vid Kinesiska mästerskapet för damer 2017 blev Tingjie kinesisk mästarinna för första gången. Hon slutade på 9/11 poäng, med Wang Jue och dåvarande världsmästarinnan Tan Zhongyi en halv poäng efter.